# SN 1969L
SN 1969L – supernowa typu II-P odkryta 4 grudnia 1969 roku w galaktyce NGC 1058. Jej maksymalna jasność wynosiła 13,20m.